# 大法師2
《大法師2》（英語：Exorcist II: The Heretic）是一部1977年的美國恐怖電影，由約翰·鮑曼執導，威廉·古德哈特編劇，琳達·布萊爾、理查德·伯顿、露易絲·弗萊徹、麥斯·馮·西度、姬蒂·温、保罗·亨雷和詹姆斯·厄爾·瓊斯主演。本片是威廉·弗莱德金1973年電影《大法師》的续集，改編自威廉·彼得·布拉蒂1971年的小說，是《大法師》系列的第二部电影。影片背景設定在第一部的四年後，以現年16歲的丽甘·麦克尼尔為中心，她仍在從之前的惡魔附體事件中恢復過來。
《大法師2》在上映時遭遇嚴重失敗，通常被認為是有史以來最糟糕的電影之一。這是最後一部由資深演員保罗·亨雷出演的電影。儘管票房回報不錯，但負面評價意味著《大法師》系列的下一部電影《大法師3》（由布拉蒂編劇和導演）要到1990年才會上映，且这部续集抛弃了第二部電影中发生的故事。

## 剧情
菲利普·拉蒙特是一位為自己的信仰而苦苦掙扎的牧師，他在拉丁美洲为一名自稱能“治愈病人”的女孩驅魔时，一根蠟燭點燃了女孩的衣服，導致她死亡。之後，拉蒙特被樞機指派調查蘭克斯特·梅林神父的死因，他在四年前为丽甘·麦克尼尔驱魔时被亚述惡魔帕祖祖杀害。樞機告訴拉蒙特，梅林因其生前有爭議的著作，死后也要面臨異端指控，因為教會當局正迈向現代化並且不想承認撒但存在。
丽甘雖然現在看起來很正常，和她的監護人莎伦·斯潘塞住在紐約市，但仍繼續在精神病院接受姬恩·塔斯金医生的監護。丽甘聲稱她對她在華盛頓特區的磨難一無所知，但塔斯金認為她的記憶被壓抑了。
拉蒙特神父造访了病院，想向丽甘詢問梅林死亡的情況，但遭到塔斯金的拒絕，塔斯金認為拉蒙特的做法對丽甘弊大於利。為了探究她對驅魔的記憶，特別是梅林死去的情況，塔斯金對丽甘進行了催眠，她通過“同步器”與丽甘聯繫在一起。同步器是一種革命性的生物反馈裝置，兩個人可以用它來同步腦電波。拉蒙特在莎伦的帶領下參觀了驅魔发生的地点，也就是一所位于乔治城的房子后，他回到纽约用同步器與丽甘连接在一起。拉蒙特被帕祖祖召唤了過去，看着梅林在非洲为一個叫科库莫的小男孩驱魔。拉蒙特得知這個男孩發展出了特殊的力量，能够對抗以蝗蟲形式现身的帕祖祖，便不顧上司的命令前往非洲，向现已成年的科庫莫尋求幫助。
科庫莫已成為一名研究如何預防蝗蟲的科學家。拉蒙特得知帕祖祖会攻擊那些具有精神治療能力的人。丽甘能夠通過心靈感應進入他人的思想，她曾在等候塔斯金时用这一能力幫助一個自閉症女孩开口說話。塔斯金和她的員工都很震驚，但女孩的母親则高興得無暇顧及，儘管塔斯金想讓他們留在辦公室弄清楚到底發生了什麼，但她还是堅持要回家，好让女孩的父親也能聽到她的聲音。梅林神父相信通靈能力是一種終有一天會被所有人共享的精神禮物，他認為像科库莫和丽甘這樣的人正是這種新型人類的先驅。梅林在幻像中出现，要求拉蒙特照看丽甘。
拉蒙特和丽甘回到喬治城的老房子。塔斯金和莎倫乘坐出租車尾隨兩人，她們擔心丽甘的安全。途中，帕祖祖以丽甘的分身、一个魅魔的身份出現，引诱拉蒙特，说能赋予他無限的力量。出租車撞進了喬治城的房子，司機當場死亡，但塔斯金和莎倫倖免於難。两人進入房子，但莎倫点火自焚。雖然拉蒙特最初屈服於魅魔，但他被丽甘帶回现实后，与她的分身展开斗争，同時一大群蝗蟲淹沒了房子，房子開始在他們周圍倒塌。拉蒙特终于打开了帕祖祖的胸膛，掏出它的心臟杀死了它。最後，与科庫莫在非洲利用公牛举行仪式来消滅蝗蟲一样，丽甘驅逐了蝗蟲和帕祖祖。科庫莫的儀式是失敗的，而且导致他自己被附身，但丽甘却成功了。在屋外，莎倫因傷去世，塔斯金讓拉蒙特照看丽甘。丽甘和拉蒙特離開，塔斯金留下來回答警察的問題。

## 演员
- 琳達·布萊爾 饰演 丽甘·麦克尼尔（英语：Regan MacNeil）
- 理查德·伯顿 饰演 菲利普·拉蒙特神父
- 露易絲·弗萊徹 饰演 姬恩·塔斯金医生
- 麥斯·馮·西度 饰演 兰克斯特·梅林神父
- 姬蒂·温 饰演 莎伦·斯潘塞
- 保罗·亨雷 饰演 樞機
- 詹姆斯·厄爾·瓊斯 饰演 科库莫
  - 喬伊·格林 饰演 年轻的科库莫
- 尼德·巴蒂 饰演 爱德华兹
- 卡伦·纳普 声演 帕祖祖